# Hitia’a O Te Ra

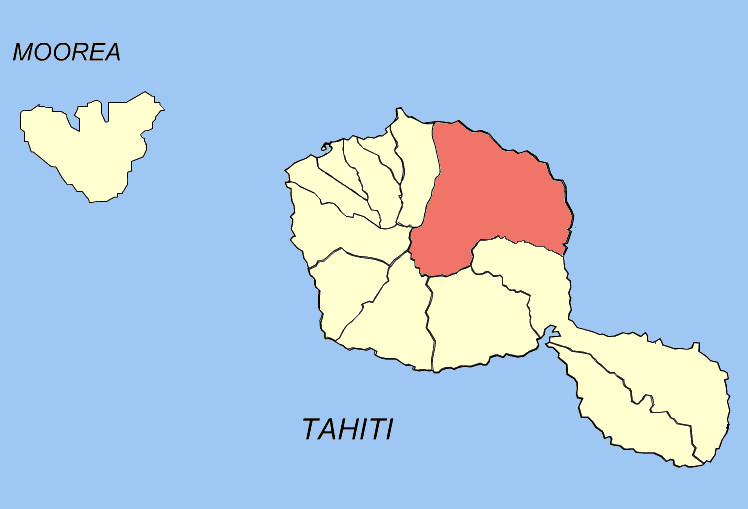
Lage der Gemeinde Hitia’a O Te Ra innerhalb der Gesellschaftsinseln

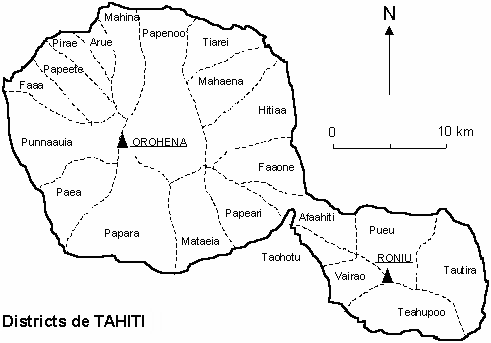
Teilgemeinden (Communes associées) Tahitis

Hitia’a O Te Ra ist eine Gemeinde auf Tahiti, einer der Gesellschaftsinseln in Französisch-Polynesien. Sie ist aus den Ortschaften (communes associées) Hitia’a, Mahaena, Papenoo und dem Hauptort Tiarei zusammengesetzt. Hitia’a O Te Ra ist eine Fremdenverkehrsgemeinde. Im Jahr 2022 wurden dort 10.196 Einwohner gezählt. Die Gemeindegemarkung umfasst 218 km². Ihr höchster Punkt liegt auf 2241 m. ü. M.
Die Postleitzahl lautet 98705.

## Verwaltungsgliederung
| Code | commune associée         | Fläche km² | Einwohner 2022 | Bevölkerungs- dichte |
| ---- | ------------------------ | ---------- | -------------- | -------------------- |
| 221  | Hitiaa                   | 36,42      | 2102           | 57,7                 |
| 222  | Mahaena                  | 39,48      | 1219           | 30,9                 |
| 223  | Papenoo                  | 106,29     | 3900           | 36,7                 |
| 224  | Tiarei                   | 35,82      | 2975           | 83,1                 |
| 22   | Gemeinde Hitia’a O Te Ra | 218,01     | 10.196         | 46,8                 |